# Gianluca Pessotto
Gianluca Pessotto (* 11. August 1970 in Latisana (UD), Italien) ist ein ehemaliger italienischer Fußballspieler. Heute arbeitet er als Teammanager bei Juventus Turin.

## Karriere

### Im Verein
Der Linksverteidiger Gianluca Pessotto begann seine Profilaufbahn 1992 beim FC Bologna und kam nach zwei Spielzeiten bei Hellas Verona und bei Torino Calcio im Jahr 1995 zu Juventus Turin, wo er bis zu seinem Karriereende 2006 unter Vertrag stand. Mit Juve wurde er sechsmal italienischer Meister und gewann 1996 die UEFA Champions League; 1997, 1998 und 2003 stand er außerdem im Finale.
Gianluca Pessotto war nie ein Spieler, der sich selbst in den Vordergrund stellte, innerhalb der Mannschaft war er dennoch eine Führungspersönlichkeit. Er zeichnete sich vor allem durch seine taktische Disziplin und Beharrlichkeit aus – fußballerisch nicht der Allerbeste – eher ein Arbeiter auf dem Platz und gerade deshalb ein wichtiger Mannschaftsspieler.

### In der Nationalmannschaft
Für die italienische Fußballnationalmannschaft bestritt Pessotto 22 Länderspiele. Er spielte bei der Fußball-Weltmeisterschaft 1998 in Frankreich und erreichte mit den Azzurri das Viertelfinale. Bei der Fußball-Europameisterschaft 2000 erreichte er mit seiner Mannschaft das Finale, das man, wie schon das Viertelfinale der WM 1998, gegen Frankreich verlor. Für die Fußball-Weltmeisterschaft 2002 war er im Aufgebot vorgesehen, eine schwere Verletzung kostete ihn aber letztlich die WM-Teilnahme.

## Pessottos Sturz vom Juventus-Geschäftsgebäude
Nach Beendigung seiner aktiven Laufbahn übernahm er am 26. Mai 2006 bei Juventus Turin das Amt des Teammanagers. Am 27. Juni 2006 stürzte Pessotto aus dem zweiten Stock des Juve-Geschäftsgebäudes aus 15 Metern Höhe und schlug auf einem Dach auf, was seine Fallhöhe verringerte, in seiner Hand hielt er einen Rosenkranz. Er erlitt mehrere Knochenbrüche. Nach seinem Erwachen ging die Genesung rasch voran, am 17. Juli 2006 meldeten die Ärzte schließlich, dass er außer Lebensgefahr sei und bereits wieder sprechen könne. Schon eine Woche später bekundete er in einem Zeitungsinterview, dass er bald wieder laufen wolle und es nicht erwarten könne, das Krankenhaus zu verlassen. Erste Befürchtungen, Gianluca Pessotto könnte eine Querschnittlähmung drohen, bewahrheiteten sich nicht. Am 5. September 2006 konnte er schließlich das Krankenhaus verlassen und absolvierte danach ein intensives Reha-Programm in der Turiner Privatklinik Fornaca di Sessant. Im Dezember 2006 nahm er seine Arbeit bei Juventus wieder auf.
Die italienische Öffentlichkeit reagierte geschockt, La Gazzetta dello Sport titelte: Pessotto, ma perché? (Pessotto, aber warum?). Ganz Fußball-Italien sendete Genesungswünsche und lobte Pessotto als großen Menschen und Sportsmann. Der Kapitän der italienischen Nationalmannschaft, Fabio Cannavaro, ein enger Freund Pessottos, der die Nachricht während einer Pressekonferenz bei der Fußball-Weltmeisterschaft 2006 erhielt, sagte nur: „Scusate, ma io vado via“ (Entschuldigt bitte, aber ich gehe). Zusammen mit Alessandro Del Piero und Ciro Ferrara flog er sofort nach Turin an das Krankenbett Pessottos. Nach dem Viertelfinalsieg gegen die Ukraine hielten Fabio Cannavaro und Gianluca Zambrotta eine italienische Flagge in die Luft, auf der „Pessottino siamo con te“ („Pessottino, wir sind mit dir!“) geschrieben stand. Die italienische Mannschaft widmete ihm ihren Weltmeistertitel 2006 und versäumte keine Gelegenheit, Besserungswünsche auszudrücken. Nach der WM brachte Fabio Cannavaro ihm sogar den WM-Pokal ins Krankenhaus. Auch viele frühere Mannschaftskameraden, Trainer und Rivalen besuchten ihn und sorgten so dafür, dass Gianluca Pessotto neuen Lebensmut fasste.

## Erfolge

### Im Verein
- Champions League: 1995/96
- Champions-League-Finalist: 1996/97, 1997/98, 2002/03
- Weltpokal: 1996
- UEFA Super Cup: 1996
- UEFA Intertoto Cup: 1999
- Italienische Meisterschaft: 1996/97, 1997/98, 2001/02, 2002/03, 2004/05 1, 2005/06 1
- Italienischer Supercup: 1995, 1997, 2002, 2003

### In der Nationalmannschaft
- Vize-Europameister: 2000

## Privates
Gianluca Pessotto ist mit Reana verheiratet und hat zwei Töchter.